# Jan Baptist van der Meiren

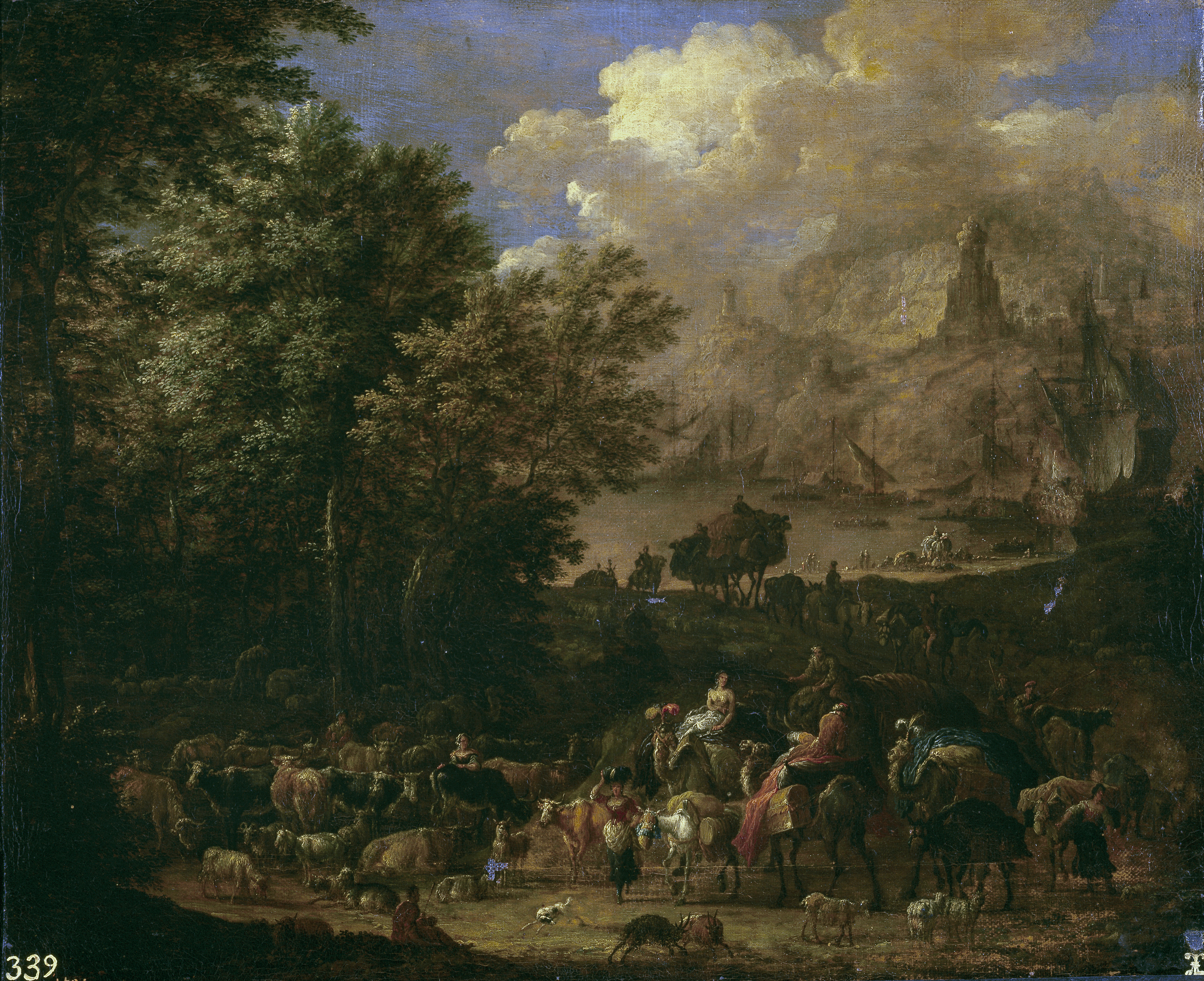
Viaje de Jacob, óleo sobre lienzo, 43 x 51 cm, Madrid, Museo del Prado.

Jan Baptist van der Meiren (Amberes, 1664-1708 o después de 1736) fue un  pintor barroco flamenco especializado en pequeños paisajes animados habitualmente con numerosas figuras.
Nacido en Amberes el 15 de diciembre de 1664, consta que en 1685 fue admitido como maestro en el gremio local. En 1695, todavía en Amberes, tomó como discípulo a Jasper Broers (1682-1716) y es posible que ese mismo año viajase a Viena. Según algunas fuentes podría haber muerto en Amberes en 1708, sin embargo una pintura por él firmada en el museo Bogdan y Varvara Khanenko de Kiev, aparece fechada en 1736.
Cercano a Adriaen Frans Baudewijns, con quien pudo colaborar en alguna ocasión, sus paisajes exóticos con animados puertos italianizantes o escenas de batalla y motivos bíblicos, inscritos por otra parte en una consolidada tradición flamenca, llegaron a alcanzar en su época precios elevados.